# Elytroleptus
Elytroleptus is een kevergeslacht uit de familie van de boktorren (Cerambycidae). De wetenschappelijke naam van het geslacht werd voor het eerst geldig gepubliceerd in 1879 door Dugès.

## Soorten
Elytroleptus omvat de volgende soorten:
- Elytroleptus apicalis (LeConte, 1884)
- Elytroleptus dichromaticus Linsley, 1961
- Elytroleptus divisus (LeConte, 1884)
- Elytroleptus floridanus (LeConte, 1862)
- Elytroleptus grandis Linsley, 1935
- Elytroleptus humeralis Linsley, 1961
- Elytroleptus ignitus (LeConte, 1884)
- Elytroleptus immaculipennis Knull, 1935
- Elytroleptus limpianus Skiles & Chemsak, 1982
- Elytroleptus luteicollis Skiles & Chemsak, 1982
- Elytroleptus luteus Dugès, 1879
- Elytroleptus metallicus (Nonfried, 1894)
- Elytroleptus nigripennis Bates, 1885
- Elytroleptus pallidus (Thomson, 1861)
- Elytroleptus peninsularis Hovore, 1988
- Elytroleptus rufipennis (LeConte, 1884)
- Elytroleptus scabricollis Bates, 1892
- Elytroleptus similis Chemsak & Linsley, 1965